# Finguine Cenn nGécan
Finguine Cenn nGécan mac Loégairi foi um nobre irlandês, rei de Munster de 895 a 902.
Finguine era filho de Loégairi mac Duib-dá-Bairenn, irmão do ex-rei de Munster Dúnchad mac Duib-dá-Bairenn. Segundo os Anais de Ulster, foi assassinado por seus sócios em 902, e segundo os Anais de Inisfallen, foi morto pelos Cenél Conaill Chaisil, uma linhagem dos Eóganachta.